# John Cam Hobhouse
John Cam Hobhouse, Primul Baron Broughton (27 iunie 1786 – 3 iunie 1869), cunoscut ca Sir John Hobhouse, din 1831 până în 1851, a fost politician britanic. De asemenea, a fost memorialist, contribuind literaturii britanice cu memoriile sale de călătorie.

## Sumar biografic și educația
S-a născut la Redland lângă Bristol, a fost fiul cel mare al lui Sir Benjamin Hobhouse, Primul Baronet și a lui Charlotte, fiica lui Samuel Cam. A urmat cursurile de la Westminster School și de la Trinity College, Cambridge. La Trinity College Hobhouse a devenit prieten cu Lord Byron pe care l-a însoțit în călătoriile sale în țările mediteraneene, fiind omul acestuia de încredere. În 1816 a călătorit din nou cu Byron după divorțul acestuia și a contribuit la notele Cântului IV din Pelegrinajul lui Childe Harold, acest cânt fiindu-i dedicat.

## Scrieri
A publicat Călătorie prin Albania (1813), Ilustrate istorice a Cântului IV al lui Childe Harold (1818) și Memoriile unei vieți lungi (1865). Aceasta din urmă a fost publicată pentru un cerc restrâns. De asemenea, părți din jurnal, corespondență și alte memorii ale sale au fost publicate de către fiica sa Lady Dorchester în 1909 sub titlul Memoriile unei vieți lungi, deoarece el a dorit ca acestea să nu fie publicate până după anul 1900.